# 루이스 베버스
루이스 비버스(Louise Beavers, 1900년 3월 8일 ~ 1962년 10월 26일)는 미국의 배우, 텔레비전 배우, 영화배우, 연극 배우이다.

## 영화
- 팩츠 오브 라이프 (1960년)
- 여신 (1958년)
- 태미 앤 더 배처러 (1957년)
- 디즈니랜드 (1954년) - 델리아 역
- 내 사랑 지니 (1952년)
- 마이 블루 헤븐 (1950년)
- 어 소던 양키 (1948년) - 론드리 우먼 역
- 포 더 러브 오브 메리 (1948년)
- 미스터 브랜딩스 (1948년) - 거시 역
- 반조 (1947년)
- 러버 컴 백 (1946년)
- 딜라이펄 댄저러스 (1945년)
- 폴로우 더 보이즈 (1944년)
- 두 베리 워즈 어 레이디 (1943년)
- 배니싱 버지니안 (1942년)
- 세븐 스윗하트 (1942년)
- 립 더 와일드 윈드 (1942년)
- 스윙 호텔 (1942년)
- 레이디스 프럼 켄터키 (1939년)
- 또다른 세계의 창조 (1939년)
- 내일을 위한 길 (1937년)
- 제너럴 스팬키 (1936년)
- 애너폴리스 페어웰 (1935년)
- 슬픔은 그대 가슴에 (1934년)
- 밤쉘 (1933년)
- 팬텀 브로드캐스트 (1933년)
- 홀드 유어 맨 (1933년)
- 다이아몬드 릴 (1933년)
- 42번가 (1933년)
- 프릭스 (1932년)
- 브라이트 라이츠 (1930년)
- 브로드웨이의 황금광들 (1929년)
- 코퀘트 (1929년)